# Bremer Förderpreis für Bildende Kunst
Mit dem Bremer Förderpreis für Bildende Kunst wird im Land Bremen jährlich junge Bremer Kunst vom Senator für Kultur ausgezeichnet, verbunden mit einem Preisgeld von 6000 Euro.

## Geschichte, Verfahren
Von 1963 bis 1973 fand die Förderung der Künstler bei schwerpunktmäßigen Projekten der Kunst statt. 1977 wurde der Förderpreis vom Senator für Wissenschaft und Kunst Horst Werner Franke (SPD) erstmals verliehen. Er gehört zu den ältesten kontinuierlich vergebenen Kunstpreisen Deutschlands. Seit der Gründung der Städtischen Galerie Bremen (1985) richtet sie den Förderpreis aus.
Bewerben können sich Künstler aus Bremen und der Region mit einem abgeschlossenen Studium und die nicht älter als 40 Jahre sind. Künstler ohne Studienabschluss können teilnehmen, wenn sie eine dreijährige Ausstellungstätigkeit mit Fachkritik belegen. Künstler über 40 Jahre können sich bewerben, wenn ihr Hochschulabschluss nicht mehr als drei Jahre zurückliegt.
Die Preisträger werden in einem zweistufigen Verfahren ermittelt. Eine regionale Kommission wählt die Teilnehmenden der Ausstellung aus. Anschließend bestimmt eine überregionale Jury die Preisträger.
Eine Einzelkatalogförderung sowie eine Einzelausstellung werden neben dem Preisgeld dotiert.

## Preisträger
- Helmut Streich (1977)
- Thomas Recker (1978)
- Peter K. F. Krüger (1979)
- Christa Baumgärtel (1980)
- Margret Storck (1981)
- Jürgen Schmiedekampf (1982)
- Zoppe Voskul de Carnée (1983)
- Till Meier (1984)
- Norbert Schwontkowski (1985)
- Henning Hölscher (1986)
- Michael Rieken (1987)
- Marianne Klein (1988)
- Bogdan Hoffmann (1989)
- Elke Schloo (1990)
- Gabriele Konsor (1991)
- Nikola Blaskovic (1992)
- Andree Korpys / Markus Löffler (1993)
- Andreas Schimanski (1994)
- Veronika Schumacher (1995)
- Florian Zeyfang (1996)
- Elisabeth Schindler (1997)
- Christian Hoischen (1998)
- Stefan Jeep / Ole Wulfers (1999)
- Stefan Demming (2000)
- Astrid Nippoldt (2001)
- Ralf Tekaat (2002)
- Derk Claassen (2003)
- Ralf Küster (2004)
- Anneli Käsmayr (2005)
- Sebastian Gräfe (2006)
- Christian Haake (2007)
- Preechaya Siripanich (2008)
- Elianna Renner (2009)
- Björn Behrens (2010)
- Max Schaffer (2011)
- Esther Buttersack (2012)
- Lena Inken Schaefer (2013)
- Tobias Venditti (2014)
- Sebastian Dannenberg (2015)
- Nora Olearius (2016)
- Matthias Ruthenberg (2017)
- Lukas Zerbst (2018)
- Effrosyni Kontogeorgou (2019)
- Norman Sandler (2020)
- I-Chieh Tsai (2021)